# Liste des sites et monuments classés de la wilaya de Tindouf
Cet article présente une liste des sites et monuments classés de la wilaya de Tindouf, en Algérie.

## Liste
| Id   | Identification du bien          | Datation        | Commune                | Coordonnées    | Catégorie du classement                     | Mesures et date de protection | Date de publication au Journal Officiel | Illustration    |                       |
| ---- | ------------------------------- | --------------- | ---------------------- | -------------- | ------------------------------------------- | --- | --------------------------------------- | --------------- | --------------------- |
| 37-1 | Casbah de Sidi Belaamache       | Médiévale       | Tindouf                | à géolocaliser | Classé                                      | Inscrit sur l'inventaire général des biens culturels immobiliers par arrêté du 14/07/2007, après avis favorable de la commission nationale des biens culturels tenu le 12/10/2006.                                               | N° 60 du 26/09/2007                     | Image manquante | Télécharger une image |
| 37-2 | Dar El Dimani                   | Contemporaine   | Tindouf                | à géolocaliser | Inscription sur l'inventaire supplémentaire | Inscrit sur l'inventaire supplémentaire Arrêté signé par le wali N° 252 du 05/10/2011 | Arrêté non pub au journal officiel      | Image manquante | Télécharger une image |
| 37-3 | Dar el Kbira (Casbah d'Ahl Abd) | Contemporaine   | Tindouf                | à géolocaliser | Inscription sur l'inventaire supplémentaire | Inscrit sur l'inventaire supplémentaire Arrêté signé par le wali N° 42 du 23/02/2008 | Arrêté non pub au journal officiel      | Image manquante | Télécharger une image |
| 37-4 | Douiria d'Ahl el Abd            | Contemporaine   | Tindouf                | à géolocaliser | Inscription sur l'inventaire supplémentaire | Inscrit sur l'inventaire supplémentaire Arrêté signé par le wali N° 42 du 23/02/2008 | Arrêté non pub au journal officiel      | Image manquante | Télécharger une image |
| 37-5 | Parc Culturel de Tindouf        | Aucune datation | Tindouf , Oum El Assel | à géolocaliser | Parc culturel                               | Crée et délimité en parc culturel par Décret Exécutif n° 08-159 du 28/05/2008, après avis favorable de la commission nationale des biens culturels lors de ses réunions du 18/04/2005, 02/05/2005, 20/06/2005, 03 et 13/07/2005. | N° 28 du 01/06/2008                     | Image manquante | Télécharger une image |